# إلحاح بولي
إلحاح بولي (بالإنجليزية: Urinary urgency)‏ وهو شكاية بشعور مفاجئ برغبة ملحة للتبول. وهو غالباً وإن لم يكن بالضرورة مرتبطة بالتهاب المثانة الخلالي، سلس البول الالحاحي، والتبول الليلي. الإلحاح البولي غالباً ما يحدث نتيجة لتهيج و/ أو التهاب الظهارة البولية (الملقب جدار المثانة). في التهاب المثانة الخلالي البولي يكون التردد والإلحاح أعراض مميزة، بالإضافة إلى كثرة التبول أثناء الليل وعسرة الجماع. في كثير من الحالات، ولكن هذه الأعراض غالباً ما تتفاقم من جراء استهلاك الأغذية و/ أو مشروبات تحتوي على نسبة عالية من الكافيين والحامض، ولا سيما القهوة والشاي العادي، والشاي الأخضر، المياه الغازية والمعلبات الغذائية ومما يثير الدهشة أيضاً عصائر الفاكهة (عصير التوت البري-على سبيل المثال)، غالباً ما يسبب شعور ملح للغاية في المرضى الذين يعانون من تلف بطانة المثانة، نظراً لارتفاع محتوى الحموضة.